# Forêt classée de Diamarakro
La forêt classée de Diamarakro est une forêt classée de l'est de la Côte d'Ivoire.

## Histoire
En 2005, des planteurs illégaux de la forêt saccagent des locaux de la Sodefor situés à Abengourou.
En 2021, le couvert forestier est menacé par les activités de centaines d'orpailleurs illégaux, ce qui a conduit la brigade verte du Ministère des Eaux et Forêts à intervenir afin de les chasser. Huit orpailleurs illégaux sont arrêtés et sept motopompes sont saisies.

## Faune et flore
En 2021, le chercheur Soulemane Ouattara et son équipe préconisent la création d'un corridor biologique entre la réserve naturelle de Bossématié et la forêt classée de  Diamarakro afin de limiter la consanguinité des éléphants de Bossémiaté.